# Bahnstrecke Woodsville–Groveton
| Gesellschaft: | NHVT                 |                                                 |                                                 |
| Streckenlänge: | 85,12 km             |                                                 |                                                 |
| Spurweite: | 1435 mm (Normalspur) |                                                 |                                                 |
| |                      |                                                 |                                                 |
| Gleise: | 1                    |                                                 |                                                 |
| \| \| \| \| \| \| \| \| von Wells River \| \| \| \| 0,00 \| Woodsville NH \| Woodsville NH \| \| \| \| nach Concord \| \| \| \| \| White Mountains Transfer (im Gleisdreieck) \| \| \| \| \| Ammonoosuc River \| \| \| \| 8,35 \| Bath NH \| Bath NH \| \| \| \| Ammonoosuc River \| \| \| \| 17,16 \| Lisbon NH \| Lisbon NH \| \| \| 20,44 \| Sugar Hill NH (nur im Sommer) \| Sugar Hill NH (nur im Sommer) \| \| \| 25,96 \| Gale River NH (früher Barrett, North Lisbon) \| Gale River NH (früher Barrett, North Lisbon) \| \| \| ? \| South Littleton NH \| South Littleton NH \| \| \| 34,09 \| Littleton NH \| Littleton NH \| \| \| \| Ammonoosuc River \| \| \| \| \| Ammonoosuc River \| \| \| \| 35,92 \| Apthorp NH \| Apthorp NH \| \| \| \| Ammonoosuc River \| \| \| \| ? \| Alder Brook NH \| Alder Brook NH \| \| \| 43,58 \| Wing Road NH \| Wing Road NH \| \| \| \| nach Mount Washington \| \| \| \| 51,37 \| Whitefield Junction NH \| Whitefield Junction NH \| \| \| \| nach Berlin \| \| \| \| \| Johns River \| \| \| \| \| Verbindungskurve nach Lunenburg \| \| \| \| \| Strecke Portland–Lunenburg \| \| \| \| 56,28 \| Scotts NH (Kreuzungsbahnhof) \| Scotts NH (Kreuzungsbahnhof) \| \| \| 59,19 \| Dalton NH \| Dalton NH \| \| \| 62,23 \| Mountorne NH (früher South Lancaster) \| Mountorne NH (früher South Lancaster) \| \| \| \| Israel River \| \| \| \| 69,62 \| Lancaster NH \| Lancaster NH \| \| \| 70,96 \| Coos Junction NH (Kreuzungsbahnhof) \| Coos Junction NH (Kreuzungsbahnhof) \| \| \| \| Strecke Quebec Junction–Lime Ridge \| \| \| \| \| Verbindungskurve von Quebec Junction \| \| \| \| 79,18 \| Northumberland NH (früher Northumberland Falls) \| Northumberland NH (früher Northumberland Falls) \| \| \| \| Upper Ammonoosuc River \| \| \| \| ? \| Groveton NH (früher Northumberland) \| Groveton NH (früher Northumberland) \| \| \| \| von Island Pond \| \| \| \| 85,12 \| Groveton NH (auch Groveton Junction) \| Groveton NH (auch Groveton Junction) \| \| \| \| nach Portland \| \| |                      |                                                 |                                                 |
| |                      |                                                 |                                                 |
| Strecke |                      | von Wells River                                 | von Wells River                                 |
| Betriebs-/Güterbahnhof Strecke ab hier außer Betrieb | 0,00                 | Woodsville NH                                   | Woodsville NH                                   |
| Abzweig geradeaus, nach rechts und von rechts (Strecke außer Betrieb) |                      | nach Concord                                    | nach Concord                                    |
| Haltepunkt / Haltestelle (Strecke außer Betrieb) |                      | White Mountains Transfer (im Gleisdreieck)      | White Mountains Transfer (im Gleisdreieck)      |
| Brücke über Wasserlauf (Strecke außer Betrieb) |                      | Ammonoosuc River                                | Ammonoosuc River                                |
| Bahnhof (Strecke außer Betrieb) | 8,35                 | Bath NH                                         | Bath NH                                         |
| Brücke über Wasserlauf (Strecke außer Betrieb) |                      | Ammonoosuc River                                | Ammonoosuc River                                |
| Bahnhof (Strecke außer Betrieb) | 17,16                | Lisbon NH                                       | Lisbon NH                                       |
| Haltepunkt / Haltestelle (Strecke außer Betrieb) | 20,44                | Sugar Hill NH (nur im Sommer)                   | Sugar Hill NH (nur im Sommer)                   |
| Haltepunkt / Haltestelle (Strecke außer Betrieb) | 25,96                | Gale River NH (früher Barrett, North Lisbon)    | Gale River NH (früher Barrett, North Lisbon)    |
| Haltepunkt / Haltestelle (Strecke außer Betrieb) | ?                    | South Littleton NH                              | South Littleton NH                              |
| Betriebs-/Güterbahnhof Strecke bis hier außer Betrieb | 34,09                | Littleton NH                                    | Littleton NH                                    |
| Brücke über Wasserlauf |                      | Ammonoosuc River                                | Ammonoosuc River                                |
| Brücke über Wasserlauf |                      | Ammonoosuc River                                | Ammonoosuc River                                |
| ehemaliger Haltepunkt / Haltestelle | 35,92                | Apthorp NH                                      | Apthorp NH                                      |
| Brücke über Wasserlauf |                      | Ammonoosuc River                                | Ammonoosuc River                                |
| ehemaliger Haltepunkt / Haltestelle | ?                    | Alder Brook NH                                  | Alder Brook NH                                  |
| Dienststation / Betriebs- oder Güterbahnhof | 43,58                | Wing Road NH                                    | Wing Road NH                                    |
| Abzweig geradeaus, ehemals nach rechts und ehemals von rechts |                      | nach Mount Washington                           | nach Mount Washington                           |
| ehemaliger Haltepunkt / Haltestelle | 51,37                | Whitefield Junction NH                          | Whitefield Junction NH                          |
| Abzweig ehemals geradeaus, nach rechts und ehemals von rechts |                      | nach Berlin                                     | nach Berlin                                     |
| Brücke über Wasserlauf (Strecke außer Betrieb) |                      | Johns River                                     | Johns River                                     |
| Abzweig geradeaus und nach links (Strecke außer Betrieb) |                      | Verbindungskurve nach Lunenburg                 | Verbindungskurve nach Lunenburg                 |
| Kreuzung (Strecke geradeaus außer Betrieb) |                      | Strecke Portland–Lunenburg                      | Strecke Portland–Lunenburg                      |
| Bahnhof (Strecke außer Betrieb) | 56,28                | Scotts NH (Kreuzungsbahnhof)                    | Scotts NH (Kreuzungsbahnhof)                    |
| Haltepunkt / Haltestelle (Strecke außer Betrieb) | 59,19                | Dalton NH                                       | Dalton NH                                       |
| Haltepunkt / Haltestelle (Strecke außer Betrieb) | 62,23                | Mountorne NH (früher South Lancaster)           | Mountorne NH (früher South Lancaster)           |
| Brücke über Wasserlauf (Strecke außer Betrieb) |                      | Israel River                                    | Israel River                                    |
| Bahnhof (Strecke außer Betrieb) | 69,62                | Lancaster NH                                    | Lancaster NH                                    |
| Bahnhof (Strecke außer Betrieb) | 70,96                | Coos Junction NH (Kreuzungsbahnhof)             | Coos Junction NH (Kreuzungsbahnhof)             |
| Kreuzung (Strecken außer Betrieb) |                      | Strecke Quebec Junction–Lime Ridge              | Strecke Quebec Junction–Lime Ridge              |
| Abzweig ehemals geradeaus und von rechts |                      | Verbindungskurve von Quebec Junction            | Verbindungskurve von Quebec Junction            |
| Dienststation / Betriebs- oder Güterbahnhof | 79,18                | Northumberland NH (früher Northumberland Falls) | Northumberland NH (früher Northumberland Falls) |
| Brücke über Wasserlauf |                      | Upper Ammonoosuc River                          | Upper Ammonoosuc River                          |
| ehemaliger Bahnhof | ?                    | Groveton NH (früher Northumberland)             | Groveton NH (früher Northumberland)             |
| Abzweig geradeaus und von links |                      | von Island Pond                                 | von Island Pond                                 |
| Dienststation / Betriebs- oder Güterbahnhof | 85,12                | Groveton NH (auch Groveton Junction)            | Groveton NH (auch Groveton Junction)            |
| Strecke |                      | nach Portland                                   | nach Portland                                   |

Die Bahnstrecke Woodsville–Groveton ist eine Eisenbahn in New Hampshire (Vereinigte Staaten). Sie ist rund 85 Kilometer lang und verbindet die Orte Woodsville, Littleton, Whitefield, Lancaster und Groveton. Die Abschnitte von Woodsville nach Littleton und von Whitefield Junction nach Coos Junction (bei Lancaster) sind stillgelegt und abgebaut. Die übrigen Teile der Strecke gehören dem Bundesstaat New Hampshire, der sie an die New Hampshire and Vermont Railroad verpachtet hat.

## Geschichte
Nachdem in den 1840er Jahren im Tal des Connecticut River Bahnstrecken geplant wurden und auch die Boston, Concord and Montreal Railroad (BC&M) ihre Hauptstrecke von Concord zum Connecticut baute, plante man, diese Strecken an die Bahnstrecke Portland–Island Pond der Grand Trunk Railway anzubinden. Hierzu wurde am 24. Dezember 1848 die White Mountains Railroad gegründet. Mit finanzieller Unterstützung durch die BC&M begann der Bahnbau und am 1. August 1853 war das erste Teilstück von Woodsville bis Littleton fertiggestellt. Die BC&M führte von Anfang an den Betrieb. Der Weiterbau verzögerte sich jedoch aus finanziellen Gründen. Nachdem die White Mountains Railroad in finanzielle Nöte geraten war, musste sie Konkurs anmelden und wurde formell am 1. Februar 1859 unter altem Name neu gegründet. 
Nachdem im Juli 1869 die Erweiterung bis Whitefield Junction eröffnet werden konnte, verlängerte man die Strecke am 1. Dezember 1870 zunächst bis Lancaster. Die restliche Strecke bis Groveton wurde schließlich 1872 eröffnet. 1873 erfolgte die endgültige Übernahme der Gesellschaft durch die BC&M. In Groveton befand sich anfangs keine Gleisverbindung, da die hier durchführende Hauptstrecke der Grand Trunk in der Spurweite von 1676 mm gebaut war und erst 1874 auf Normalspur umgespurt wurde. Ab 1884 stand die Bahn unter der Regie der Boston and Lowell Railroad. 1889 fusionierte die BC&M jedoch mit anderen Gesellschaften zur Concord and Montreal Railroad, die die Strecke nun wieder selbst betrieb. Diese wurde 1895 durch die Boston and Maine Railroad übernommen.
1932 stellte die Boston&Maine den Gesamtverkehr zwischen Whitefield Junction und Lancaster ein, nachdem sie ein Mitbenutzungsrecht über einen Abschnitt der parallel laufenden Bahnstrecke Quebec Junction–Lime Ridge in Besitz der Maine Central Railroad erworben hatte. Die offizielle Stilllegung des Abschnitts erfolgte erst 1941. Zwischen Lancaster und Coos Junction verkehrten noch bis etwa 1980 Güterzüge. Zwischen Coos Junction und Groveton endete 1938 der Personenverkehr. Zuletzt durch Budd Rail Diesel Cars befahren, wurde auch auf dem restlichen Streckenteil von Woodsville nach Whitefield Junction am 2. Dezember 1961 der Personenverkehr eingestellt.
1983 übernahm die Guilford Transportation die Bahnstrecke. Nachdem der neue Eigentümer die Strecke stilllegen wollte, pachtete die New Hampshire and Vermont Railroad (NH&VT) die noch vorhandenen Abschnitte ab dem 21. November 1989. Nach einem Brückenschaden bei Wells River stellte die NH&VT den Betrieb zwischen Woodsville und Littleton 1995 ein, im darauffolgenden Jahr erfolgte die offizielle Stilllegung. Die Guilford verkaufte die restliche Strecke an den Bundesstaat New Hampshire, der sie weiterhin an die NH&VT verpachtet. Der Abschnitt Littleton–Whitefield Junction wird seit 1997 nicht mehr befahren, ist aber nicht offiziell stillgelegt. Dennoch wurden die Gleise auf einigen Bahnübergängen abgebaut.

## Streckenbeschreibung
Die Bahnstrecke schließt in Woodsville in einem Gleisdreieck an die Bahnstrecke Concord–Wells River an. Die Züge fuhren in der Regel bis und ab Wells River, jedoch wurden Kurswagen aus Richtung Concord in Woodsville angehängt. Die Strecke folgt zunächst dem Ammonoosuc River flussaufwärts in nordöstliche Richtung. Sie überquert den Fluss dabei mehrmals. Nachdem 1997 hier die Gleise abgebaut worden sind, wurde die Trasse als Wanderweg umfunktioniert, was den Erhalt der Flussbrücken bedeutete. Durch Bath und Lisbon hindurch erreicht die Bahn nach 34 Kilometern die Stadt Littleton. Hier beginnen heute die Gleise, die jedoch nicht mehr genutzt werden.
Weiter im Tal des Ammonoosuc verläuft die Strecke nun bis zum ehemaligen Abzweigbahnhof Wing Road, wo die Bahnstrecke Wing Road–Mount Washington in einem Gleisdreieck abzweigte. Die Strecke nach Groveton verlässt hier das Flusstal und führt über einen Höhenzug in nordöstliche Richtung parallel zur Staatsstraße 116 weiter bis nach Whitefield. Die Bahnstrecke passiert die Stadt westlich, am Bahnhof Whitefield Junction zweigt die Strecke nach Berlin ab. Ab hier sind die Bahnanlagen abgebaut, die Trasse ist kaum noch erkennbar. Nördlich von Whitefield am Bahnhof Scotts kreuzt die Bahnstrecke Portland–Lunenburg niveaugleich in spitzem Winkel. Ab hier ist die Trasse erhalten, jedoch ohne Verwendung.
Wenige Kilometer weiter nördlich ist das Tal des Connecticut River erreicht, an dessen Ostseite die Bahn nun weiter verläuft. Durch Lancaster hindurch führt die Strecke bis Coos Junction, einem weiteren Kreuzungsbahnhof. Hier überquerte sie ebenfalls in spitzem Winkel die Bahnstrecke Quebec Junction–Lime Ridge. Eine Verbindungskurve wurde hier 1932 eingerichtet, heute ist nur noch diese Verbindungskurve als durchgehendes Streckengleis vorhanden, die Gleiskreuzung selbst ist abgebaut. Die Strecke führt weiter entlang des Connecticut nordwärts, biegt jedoch in Höhe des Fort Wentworth nach Nordosten ab, um wenige Kilometer weiter den Endpunkt Groveton zu erreichen. Hier mündet die Bahn in die Strecke Portland–Island Pond ein, die frühere Hauptstrecke der Grand Trunk Railway.